# Lecanopteris crustacea
Lecanopteris crustacea är en stensöteväxtart som beskrevs av Edwin Bingham Copeland. Lecanopteris crustacea ingår i släktet Lecanopteris och familjen Polypodiaceae. Inga underarter finns listade.